# 3973 Ogilvie
3973 Ogilvie eller 1981 UC1 är en asteroid i huvudbältet som upptäcktes den 30 oktober 1981 av den amerikanska astronomen Laurence G. Taff i Socorro, New Mexico. Den är uppkallad efter Robert E. Ogilvie.
Asteroiden har en diameter på ungefär 6 kilometer.